# Trapezia septata
Trapezia septata is een krabbensoort uit de familie van de Trapeziidae. De wetenschappelijke naam van de soort is voor het eerst geldig gepubliceerd in 1852 door Dana.